# Chevrolet Cobalt

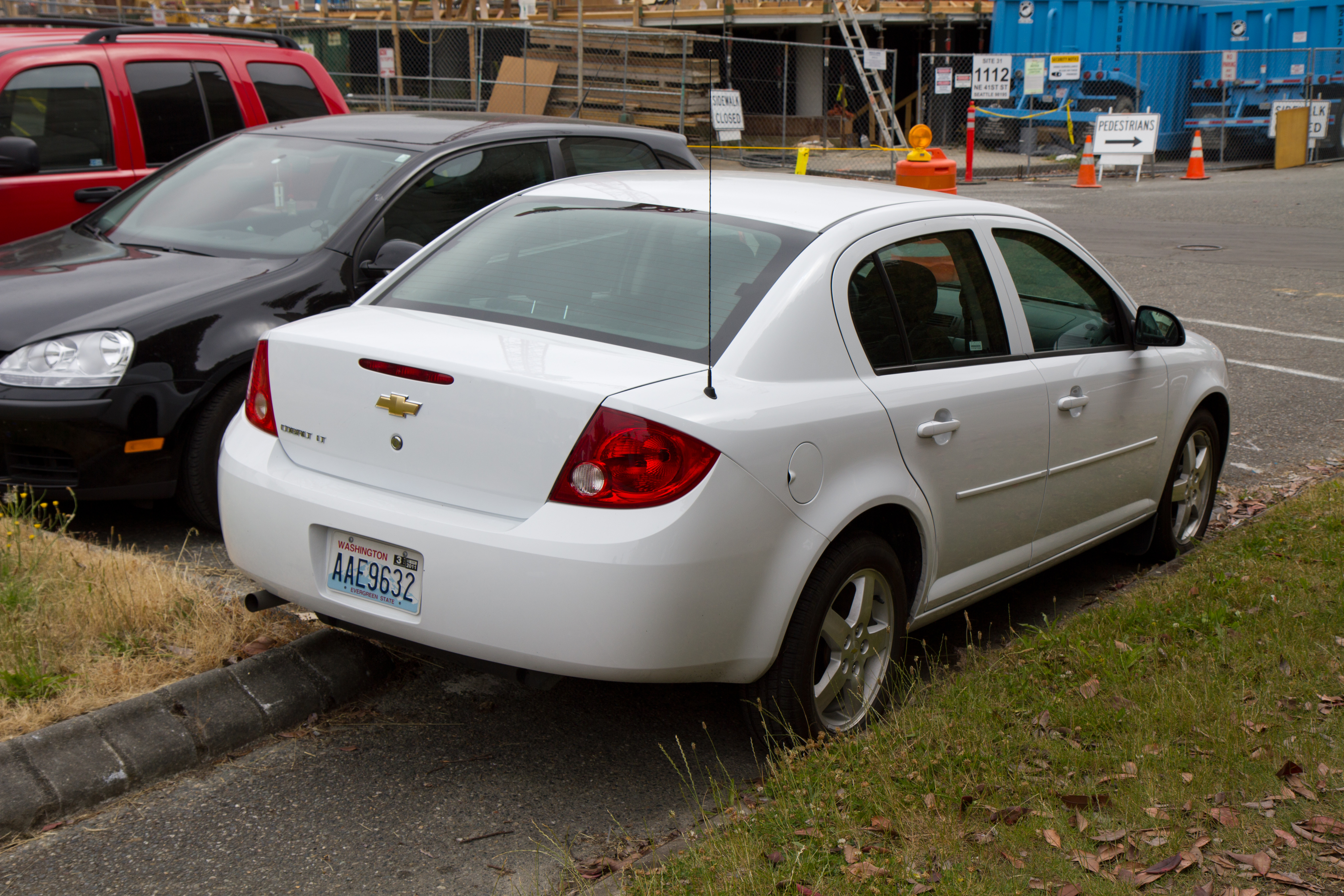
Chevy Cobalt седан

Chevrolet Cobalt — компактный автомобиль, выпускавшийся с 2004 по 2010 года в Северной Америке. С 2011 года выпускается одноимённый автомобиль, ориентированный на рынки развивающихся стран, однако не имеющий ничего общего с первым поколением.
Под маркой Pontiac автомобиль продавался в США и Мексике под моделью G5 в 2007—2009 годах. Модель продавалась как Pontiac G4 в Мексике в 2005—2006 и под названием Pontiac G5 в Канаде.

## Первая серия
Первоначально под этим индексом выпускался американский компактный автомобиль, введённый в 2004 и 2005 модельных годах, сменив собой модели Cavalier и Prizm.
Cobalt первой серии выпускался с кузовами купе и седан и основывался на платформе GM Delta вместе с такими машинами, как Chevrolet HHR и Saturn Ion. Также существовал значительно более производительный вариант Super Sport. Все Cobalt изготавливались на заводе GM в Лордстауне, штат Огайо. Согласно классификации американского Агентства по охране окружающей среды (The United States Environmental Protection Agency), Cobalt относился к субкомпактным автомобилям.
Также Cobalt продавался как Pontiac G4/G5/Pursuit.

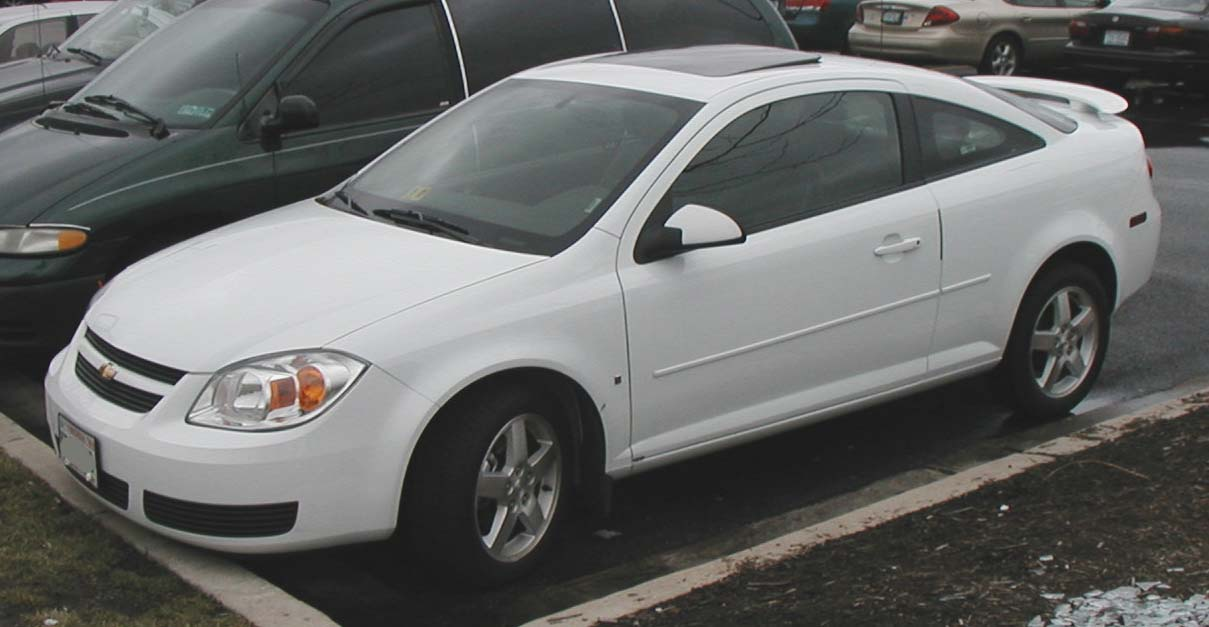
Chevrolet Cobalt купе

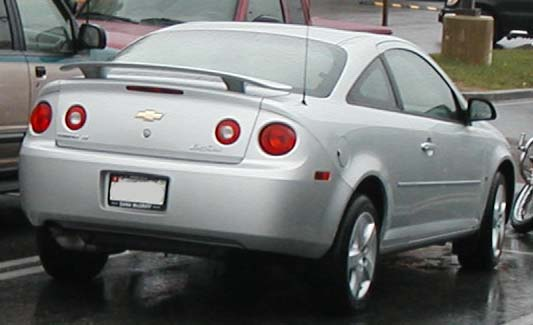
Chevrolet Cobalt купе

В 2009 году Chevrolet разрабатывает замену Cobalt первой серии — модель Chevrolet Cruze (основанную на платформе Delta II). В тот же год она начинает продаваться в Европе, а с 2010 года — и в США. Производство Cobalt прекратилось в июне 2010 года.

### Характеристики
Передняя подвеска — независимая МакФерсон, задняя — полунезависимая торсионная. Длина колёсной базы составляет 103,3 дюйма (2624 мм), больше, чем у конкурентов, а ширина — 68,4 дюйма (1737 мм). Вес составляет 2681 фунт (1216 кг) у купе и 2747 фунтов (1246 кг) у седанов. В 2009 году Агентством по охране окружающей среды были установлены следующие нормы расхода горючего: 24 мили на галлон (9,8 л/100 км) в городе, 34 мили на галлон (6,9 л/100 км) на шоссе с автоматической коробкой передач; 26 миль на галлон (9,0 л/100 км) в городе, 37 миль на галлон (6,4 л/100 км) на шоссе с механической коробкой передач. Мощность двигателя составляла 155 л. с. (116 кВт).

### Изменения
- 2006 год — в модельный ряд добавлена модификация Cobalt SS с нагнетателем. Этот автомобиль оснащался рядным 4-цилиндровым двигателем Ecotec. Базовой комплектацией Cobalt является LS, на среднем уровне — LT, на высшем — LTZ. Как и большинство других автомобилей GM этого года, все модели получают эмблему «Mark of Excellence» на передних крыльях.
- 2007 год — оба доступных двигателя получают бо́льшую мощь при сохранении прежней экономии. 2,2 л двигатель Ecotec отныне имел мощность 148 л. с. (110 кВт), а 2,4 л Ecotec — 173 л. с. (129 кВт). Прочие изменения включали в себя новую приборную панель, рулевое колесо, радиоприёмник с аудиоразъёмом. Кроме того, все модели, за исключением LS и LT1, использовали колёсные болты 5×110. LS и LT1 продолжают использовать стандартные 4×100. В 2007 году автомобили получили 32-битные компьютерные системы взамен прежних 16-битных.
- 2008 год — высокопроизводительные купе и седаны SS переименовываются в «Sport Coupe» и «Sport Sedan» соответственно. Новый Cobalt SS получает мотор 260 л. с. (194 кВт) с турбонаддувом взамен прежнего (с нагнетателем), использовавшегося в 2005—2007 годах. В середине года увеличилась экономичность до 25 миль на галлон (9,4 л/100 км) в городе и до 36 миль на галлон (6,5 л/100 км) на шоссе у моделей LS и 1LT, а также купе и седанов с МКПП. Подобные машины помечаются, как XFE (X-tra Fuel Economy).[4] В стандартную комплектацию вводятся: XM Radio, боковые подушки безопасности, MP3-плеер и система контроля устойчивости StabiliTrak. Также было добавлено несколько новых цветов кузова и интерьера. Новые купе SS (с турбонаддувом) появляются в мае 2008 года, будучи обновлённой версией 2005—2007 годов.
- 2009 год — модели «Sport Coupe» и «Sport Sedan» с 2,4 л мотором, а также 2,2 л мотор L61 исключаются из модельного ряда. Они были заменены на 2,2 л двигатель LAP с ещё большей мощностью и экономичностью. Также в линейку добавился седан SS. Изменились три доступных цвета кузова и удалены нейтральные цвета для интерьера. Включено оборудование Bluetooth и (опционально) реконфигурируемый дисплей.[5]

### Безопасность
Институт дорожной безопасности (Insurance Institute for Highway Safety, IIHS) поставил Cobalt оценку «Good» для столкновения спереди. В то же время, оценка — «Poor» за боковые удары и общая — «Acceptable» — благодаря использованию боковых подушек безопасности.
В начале 2007 года 98,000 машин Cobalt купе были отозваны, после того, как выяснилось, что они не соответствуют принятым в США федеральным требованиям по безопасности. GM заявил, что больше всего могут пострадать автомобилисты, не пристёгнутые ремнями безопасности.
До 2009 года только у моделей SS имелись системы контроля устойчивости в качестве дополнительной опции.
2 марта 2010 года GM заявил об отзыве 1,3 млн компактных автомобилей в Северной Америке, в том числе Chevrolet Cobalt, из-за проблем с усилителем руля. GM планировал исправить проблемы до введения нового Chevrolet Cruze в конце 2010 года.

### Продажи
| Модельный год | Продажи в США |
| ------------- | ------------- |
| 2004          | 4959          |
| 2005          | 212,667       |
| 2006          | 211,450       |
| 2007          | 200,621       |
| 2008          | 188,045       |
| 2009          | 104,724       |
| 2010          | 97,376        |

## Вторая серия

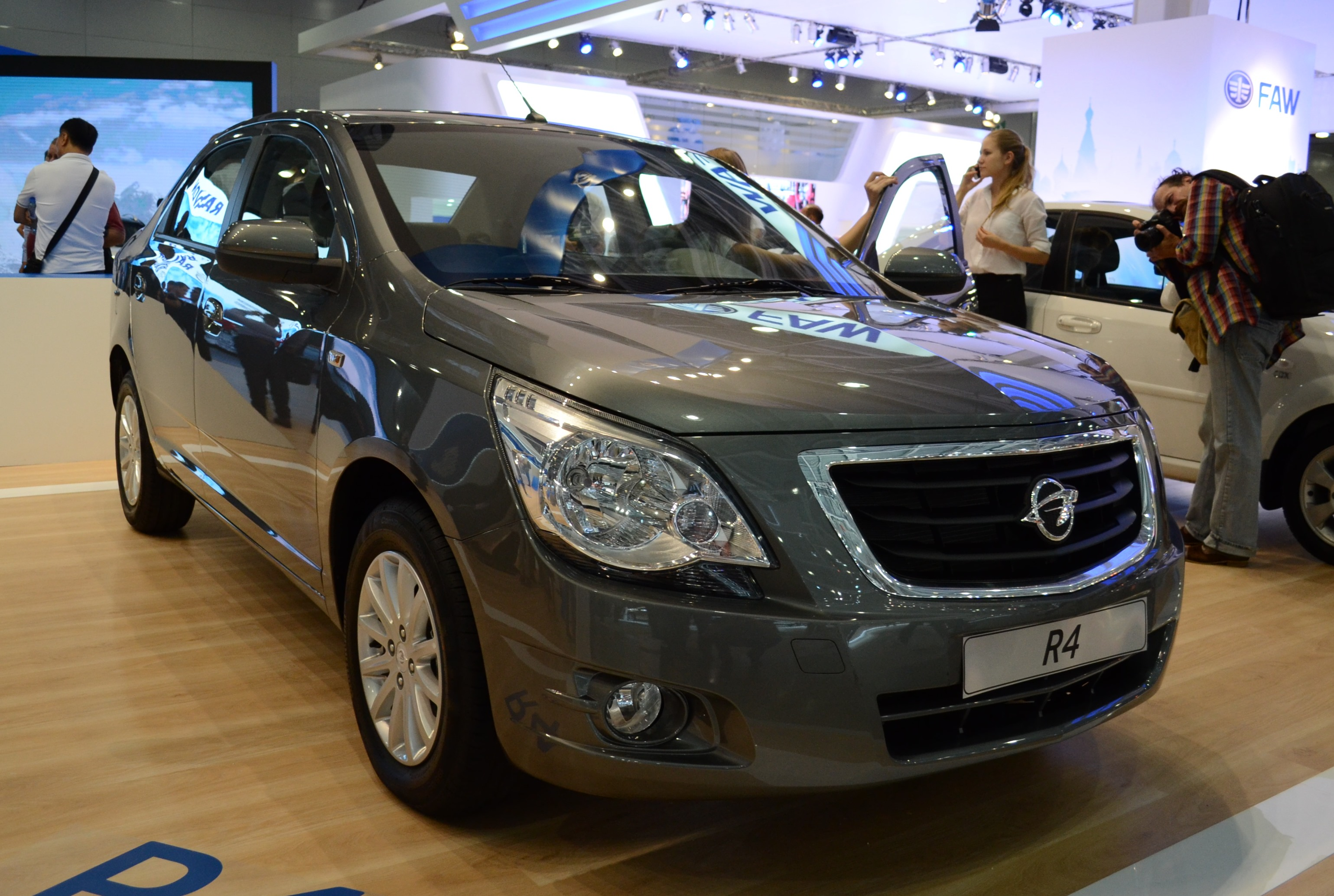
Седан Ravon R4 на Московском автосалоне 2016

В 2011 году индекс Cobalt возродился, но уже для совершенно иного бюджетного автомобиля, разработанного бразильским подразделением GM на базе платформы GM Gamma и располагающегося по своим размерам между моделями Cruze и Aveo. В 2012 году производство Cobalt второй серии стартовало также в Узбекистане для внутреннего рынка. В августе 2012 года автомобиль был представлен на Московском автосалоне, а с 2013 года начались продажи в России. Первые машины импортировались из Бразилии, затем началась сборка для российского рынка в Узбекистане. Новый Cobalt позиционировался, как конкурент Renault Logan. Автомобиль оснащается 1,5-литровым двигателем мощностью 105 л. с. в паре с механической или автоматической коробкой передач.
В марте 2015-го компания Chevrolet приняло решение о прекращении продаж данной модели в России из-за низкого спроса.
В декабре 2015 года бразильский завод представил обновлённую версию в общей стилистике с другими обновлёнными моделями (Chevrolet Onix/Prisma). Появилась «раскосость» передней оптики, а задняя стала горизонтальной с блоками на крышке багажника.
В 2016 году компания Ravon объявила о начале поставок дорестайлиногвых моделей Cobalt в Россию под именем Ravon R4. Стоимость базовой версии на момент старта продаж составляла 499 000 рублей.
В 2020 году реализация всех автомобилей под брендом Ravon в стране прекращается. С 15 июня модель вновь начинает продаваться в России под маркой Chevrolet (по условиям заключенного в феврале 2020 года соглашения между GM и UzAuto Motors (Узбекистан) об использовании товарного знака Chevrolet в РФ, Белоруссии и Казахстане). Официальным дистрибьютором становится ООО «Келес Рус» — совместное предприятие UzAuto Motors и «СарыаркаАвтоПром» (Казахстан). Для российского рынка Chevrolet Cobalt поставляется с завода «СарыаркаАвтоПром» в городе Костанай, где он и собирается методом крупноузловой сборки из комплектующих, произведенных заводом UzAuto Motors в Асаке. Модель предлагается в четырех комплектациях по цене от 749 900 рублей. Со 2 сентября 2020 года Chevrolet Cobalt официально дорожает на 10 000 рублей.